# Prism (m-floの曲)
『prism』（プリズム）はm-floの11枚目のシングル。2001年05月09日発売。

## 解説
セカンド・アルバム『EXPO EXPO』（2001年）からのリカット・シングルとして、完全受注生産で発売された。
タイトル曲は、発売前のTakuのコメントによれば「21世紀へのアプローチの曲」。"Original Version" と "LIVING in TOKYO remix" が収録された（ファン投票により、1曲目は "Original Version" となった経緯がある）。また、トラック6以降には「come again」のリミックス素材音源が収録されており、これを利用した "come againリミックスコンテスト" が行われた。このコンテストの優勝作品は境亜寿香による「come again (Tokyo Cafe Remix)」で、リミックスアルバム『EXPO防衛ロボット GRAN SONIK』（2001年）に収録された。
PVは、VERBAL、☆Taku、LISAをモデルとしたアニメーション映像となっている。m-floの14枚目のシングル『Dispatch』では本作PVの続きのPV映像がある。さらに、後の『BEAT SPACE NINE』（2005年）の最終トラックに収録されたm-flo loves LISA「TRIPOD BABY」のPVは、本作のPVのキャラクター（たとえばキノコ等）を使用している（なお、VERBAL、☆Taku、LISAをモチーフにしたキャラクターのデザインは変更されている）。

## 収録曲
1. prism
2. prism [LIVING in TOKYO Remix] Remixed by Taku
3. prism [Universe Mix] Remixed by DJ KRUSH
4. prism [SUNSHIP VOCAL] Remixed by Sunship
5. prism [Instrumental]
6. come again リミックス用素材(part1)
7. come again リミックス用素材(part2)
8. come again リミックス用素材(part3)
9. come again リミックス用素材(part4)
10. come again リミックス用素材(part5)

## 収録作品
| 発売日         | タイトル                                                           | 規格品番               |
| -------------- | ------------------------------------------------------------------ | ---------------------- |
| 2001年03月28日 | オリジナルアルバム『EXPO EXPO』(#1)                                | RZCD-45021             |
| 2001年08月29日 | ライブアルバム『m-flo tour 2001 "EXPO EXPO"』(#1)                  | RZCD-45027             |
| 2001年11月28日 | 『EXPO防衛ロボット GRAN SONIK』(#4)                                | RZCD-45037             |
| 2003年03月05日 | ベストアルバム『The Intergalactic Collection 〜ギャラコレ〜』(#1)  | RZCD-45081             |
| 2003年03月19日 | DVD『The Intergalactic Collector's Item 〜ギャラコレマニア〜』(#1) | RZBD-45084             |
| 2006年07月26日 | コンピレーションアルバム『m-flo inside -WORKS BEST II-』(#1)       | RZCD-45410             |
| 2009年10月07日 | ベストアルバム『MF10 -10th ANNIVERSARY BEST-』(#1)                 | RZCD-46385B RZCD-46387 |
| 2010年04月07日 | DVD『m-flo 10 Years Special Live "we are one"』(#1)                | RZBD-46449             |
| 2010年09月08日 | コンピレーションアルバム『m-flo inside -WORKS BEST IV-』(#1)       | RZCD-46609             |
| 2014年03月26日 | MIXCD『EDM-FLO』(#1＜Tomo Hirata EDMF REMIX＞)                     | RZCD-59593             |